# 勝山北
勝山北（かつやまきた）は、大阪府大阪市生野区にある町名。現行行政地名は勝山北一丁目から勝山北五丁目。

## 地理
生野区の西部に位置し、東に中川西、南に勝山南、北に桃谷、西に天王寺区と接している。

### 河川
- 平野川

## 歴史
1973年（昭和48年）実施の町名で、以前の東桃谷町の南部、勝山通の北部、猪飼野中の南部に該当する。

## 世帯数と人口
2019年（平成31年）3月31日現在の世帯数と人口は以下の通りである。
| 丁目         | 世帯数    | 人口    |
| ------------ | --------- | ------- |
| 勝山北一丁目 | 978世帯   | 1,889人 |
| 勝山北二丁目 | 949世帯   | 1,635人 |
| 勝山北三丁目 | 670世帯   | 1,195人 |
| 勝山北四丁目 | 630世帯   | 1,247人 |
| 勝山北五丁目 | 1,018世帯 | 1,809人 |
| 計           | 4,245世帯 | 7,775人 |

### 人口の変遷
国勢調査による人口の推移。
| 1995年（平成7年）  | 9,772人 | [ 5 ] |  |
| 2000年（平成12年） | 9,343人 | [ 6 ] |  |
| 2005年（平成17年） | 8,908人 | [ 7 ] |  |
| 2010年（平成22年） | 8,414人 | [ 8 ] |  |
| 2015年（平成27年） | 8,121人 | [ 9 ] |  |

### 世帯数の変遷
国勢調査による世帯数の推移。
| 1995年（平成7年）  | 3,880世帯 | [ 5 ] |  |
| 2000年（平成12年） | 3,926世帯 | [ 6 ] |  |
| 2005年（平成17年） | 3,885世帯 | [ 7 ] |  |
| 2010年（平成22年） | 3,944世帯 | [ 8 ] |  |
| 2015年（平成27年） | 3,960世帯 | [ 9 ] |  |

## 事業所
2016年（平成28年）現在の経済センサス調査による事業所数と従業員数は以下の通りである。
| 丁目         | 事業所数  | 従業員数 |
| ------------ | --------- | -------- |
| 勝山北一丁目 | 136事業所 | 712人    |
| 勝山北二丁目 | 98事業所  | 407人    |
| 勝山北三丁目 | 66事業所  | 504人    |
| 勝山北四丁目 | 51事業所  | 250人    |
| 勝山北五丁目 | 111事業所 | 417人    |
| 計           | 462事業所 | 2,290人  |

## 交通
- 勝山通

## 施設
- 生野警察署
- 生野区民センター
- 大阪国税局 生野税務署
- プール学院中学校・高等学校
- 大阪市立桃谷中学校
- 大阪市立鶴橋中学校
- 大阪市立東桃谷小学校
- 大阪信用金庫 勝山支店

## 史跡
- 御勝山古墳

## その他

### 日本郵便
- 〒544-0033[3]（集配局：生野郵便局[11]）